# Гишин
Гишин (укр. Гішин) — село в Ковельской городской общине Ковельского района Волынской области Украины.
Код КОАТУУ — 0722181802. Население по переписи 2001 года составляет 380 человек. Почтовый индекс — 45022. Телефонный код — 3352. Занимает площадь 1,51 км².